# Чеймберс, Элизабет
Эли́забет Че́ймберс (англ. Elizabeth Chambers; 18 августа 1982, Сан-Антонио, Техас, США) — американская фотомодель, журналистка, телеведущая и актриса
. Вела несколько кулинарных шоу на телеканалах.

## Биография
Родилась в Сан-Антонио, Техас. Чеймберс — старшая из четверых детей в семье и у неё есть братья Джозеф и Джон, а также сестра Кэтрин. В раннем возрасте переехала в Калифорнию, а затем в Колорадо, и обучалась в обоих штатах.

## Карьера
Элизабет начала карьеру фотомодели в раннем возрасте и достигла больших успехов к 16-летнему возрасту, поучаствовав в модных показах «Fendi» и снявшись для журнала «Seventeen Magazine». Принимала участие в кулинарных шоу на ТВ, является владельцем сети пекарен «Bird Bakery» в Техасе.

## Личная жизнь
22 мая 2010 года Элизабет вышла замуж за актёра Арми Хаммера, с которым она встречалась до этого 3 года. 1 декабря 2014 года у супругов родилась дочь Харпер Грейс Хаммер, а 17 января 2017 года — сын Форд Дуглас Арманд Хаммер. Пара подала на развод в июле 2020 года, бракоразводный процесс завершился в июне 2023 года.

## Избранная фильмография
| Год  |   | Русское название   | Оригинальное название | Роль             |
| ---- | - | ------------------ | --------------------- | ---------------- |
| 2016 | с | Две девицы на мели | 2 Broke Girls         | Ванесса Ниботита |